# Sulayman too
Sulayman moo (kirguís Сулайман тоо, comercialitzada en anglès com Sulayman Mountain) és una pel·lícula russo-kirguís del 2017 dirigida per Elisaveta Stixova. La pel·lícula es va presentar al programa de competició principal de llargmetratges del 25è Festival Internacional de Cinema de Minsk "Listapad"

## Argument
Karabas no és un personatge molt agradable: un jugador àvid i amant de les begudes, és extremadament infantil i acostumat al món que gira al seu voltant. Quan la seva primera dona Jipar informa que el seu fill perdut des de fa temps ha estat trobat, Karabas s'apressa cap a ella, cosa que no agrada a la seva nova dona, Turganbyubyu, que també espera un fill. El nus de les relacions dins la família s'estreny i Karabas entén que no es podrà viure a l'antiga manera. La història de la maduresa tardana d'un home que ha de perdre el seu amor per trobar-lo es va rodar als voltants del mont Suleiman, Patrimoni de la Humanitat de la UNESCO

## Repartiment
- Daniel Dairbekov
- Perizat Ermanbetova
- Asset Imangaliev
- Turgunai Erkinbekova

## Premis
- Asian Film Festival Barcelona (2018) Premi a la millor pel·lícula de la Secció Panorama,[4]
- Festival Internacional de Cinema de Karlovy Vary (2018): Premis Est de l'Oest i Fedora.[5]
- Festival Internacional de Cinema de Bratislava (2018) Premi al millor actor (Asset Imangaliev)